# マッド・ラブ
『マッド・ラブ』（Mad Love）は1995年のアメリカ合衆国の恋愛映画。
監督はアントニア・バード、出演はクリス・オドネルとドリュー・バリモアなど。

## ストーリー
マットは家を出て行った母親の代わりに幼い双子の弟と妹の面倒を見ている真面目な男子高校生。しかしそんな息子を全く顧みてくれない父親に不満を感じていた。そんなある日、マットは破天荒な転校生ケイシーと出会う。2人は互いに惹かれ合い、愛し合うようになる。ところがケイシーがマットと一緒にいたいがために起こした騒動で高校を停学になると、ケイシーの厳格な父親はマットにケイシーと会うことを禁じ、ケイシーを寄宿学校に入れようとする。これに反発したケイシーは発作的に自殺未遂を起こし、精神科に入院させられてしまう。ケイシーの病状を知らないマットは、ケイシーが入院という名の「監禁」状態にあると知ると、自分の父親への反発もあり、ケイシーを病院から連れ出し、2人で家族を捨てて逃げ出す。
2人での逃避行は、はじめのうちは楽しいばかりだったが、日増しに異常になっていくケイシーの言動に、ようやくマットはケイシーの心の病が深刻な状態であると認めざるを得なくなる。そして自殺を試み、マットを殺害しようとするまでにエスカレートしたケイシーに、マットはこのまま二人で生活していくことが不可能だと悟る。
説得したケイシーを両親の待つ病院へと返すマット。家で何事も無かったかのように寝ている双子を見ると、マットは感慨深く窓の外をみる。ケイシーを初めて目にした夜のように静かに輝く湖。マットの回想するケイシーとの思い出と、病院から届いたケイシーからの手紙のナレーションが重なる。

## キャスト
※括弧内は日本語吹替。
- マット・リーランド: クリス・オドネル（森川智之）
- ケイシー・ロバーツ: ドリュー・バリモア（渕崎ゆり子）
- マーガレット・ロバーツ: ジョアン・アレン（滝沢久美子）
- リチャード・ロバーツ: ジュード・チコレッラ（糸博）
- クリフォード・リーランド: ケヴィン・ダン（大塚芳忠）
- ジョアンナ・リーランド: エイミー・サカジッツ（坂本真綾）
- アダム・リーランド: T・J・ローサー（田野めぐみ）
- エリック: マシュー・リラード（石田彰）
- ダンカン: リチャード・チェイム（高木渉）
- セールスマン: リーヴ・シュレイバー

## 作品の評価
Rotten Tomatoesによれば、批評家の一致した見解は「『マッド・ラブ』は心の病と出会い系のキュートさを両立させようとしているが、最終的な結果は火花が決して飛ぶことのない見当違いのロマコメとなっている。」であり、25件の評論のうち高評価は28%にあたる7件で、平均点は10点満点中4.45点となっている。